# Кларк Грег
Роберт Кларк Грег (енгл. Robert Clark Gregg, рођен 2. априла 1962) је амерички глумац, режисер и сценарист. Познат је по улози агента Фила Колсона у Марвеловом филмском универзуму. Појављивао се у филмовима Ајронмен (2008), Ајронмен 2 (2010), Тор (2011), Осветници (2012), као и у телевизијској серији Агенти Шилда, што га чини глумцем са најдужим временом појављивања у Марвеловом филмском универзуму. Такође се појавио и у филму Капетан Марвел (2019), као и у серији Шта ако...? (2021).